# William Goldsmith
William Goldsmith, född 4 juli 1972 i Seattle, är en amerikansk trumslagare, mest känd som en tidigare medlem av Sunny Day Real Estate och Foo Fighters.

## Tidiga år
Goldsmith föddes i Seattle, Washington och började spela trummor som barn efter att ha introducerats av sin äldre bror till band som The Beatles, Led Zeppelin, Elvis Costello and the Attractions och Talking Heads. Goldsmith har sagt att han ville vara John Lennon, men också en trummis, och har sagt att Keith Moon i The Who varit det största inflytandet på instrumentet. I femte klass bildade Goldsmith sitt första band, Screaming Hormones. På gymnasiet bildade Goldsmith en duo som hette The 13 with John Atkins och bildade senare hardcorepunkbandet Reason for Hate med sin vän Jeremy Enigk, som han tidigare hade erbjudit att vara basist i The 13. Efter att Goldsmith tog examen från gymnasiet inbjöd Greg Williamson honom till bandet Positive Greed. Därefter spelade Goldsmith i flera olika band, ibland som medlem i fyra band samtidigt. Han utvidgade också sin musiksmak och blev ett fan av post-hardcore-band som Fugazi och av Nirvanas debutalbum Bleach.

## Sunny Day Real Estate (1992–1995)
1992 blev Goldsmith inbjuden av basisten Nate Mendel och sångaren och gitarristen Dan Hoerner att spela med Sunny Day Real Estate. Trots att han var en del av många projekt accepterade Goldsmith på grund av sin uthållighet och starka fokus. Bandet gick igenom många namn, som Empty Set, Chewbacca Kaboom och One Day I Stopped Breathing, innan de bestämde sig för Sunny Day Real Estate. Därefter spelade trion in singeln Flatland Spider.
När Mendel tillfälligt åkte för att turnera med ett annat band, bjöd Goldsmith Enigk att jamma med honom och Hoerner. Enigk blev senare medlem i bandet, och blev senare även deras nya frontman. De spelade in två studioalbum, båda släppta på skivbolaget Sub Pop.

## Foo Fighters (1995–1997)
Under en av Sunny Day Real Estates sista konserter lämnade den tidigare Nirvanamedlemmen Dave Grohl ett meddelande till Goldsmith och Mendel, där han bjöd in både Goldsmith och Mendel till sitt nya band, Foo Fighters, tillsammans med tidigare Germs och turnerande Nirvanagitarristen Pat Smear, i slutet av oktober 1994. 1995 inledde de en klubbturné tillsammans med Mike Watt och Eddie Vedders sidoprojekt Hovercraft. Därefter släpptes bandets redan inspelade debutalbum - på vilket Grohl hade spelat in nästan alla instrument själv.
Efter att ha turnerat under våren 1996 gick bandet in i en studio i Seattle med producenten Gil Norton för att spela in sitt andra album. Det var en besvärlig och mest frustrerande process för Goldsmith på grund av Grohls perfektionism, vilket tvingade trummisen att utföra sina spår om och om igen. ”Dave fick mig att ta 96 låtar av en sång, och jag var tvungen att göra tretton timmars tagningar på en annan. Det verkade bara som om allt jag gjorde inte var tillräckligt bra för honom eller någon annan."
Då bandet nästan spelat in alla låtar, tog de en paus. Enligt Grohl hade Goldsmiths trummande bra stunder, men för det mesta var hans trummande inte enligt Grohls standard. Bandet samlades igen i Los Angeles i februari 1997 och spelade om albumet - den här gången med Grohl på trummor - utan att informera Goldsmith. Goldsmith fick först senare veta av Mendel att hans bidrag ersatts. Grohl erbjöd honom sedan att fortsätta som bandets turnerande trummis, men Goldsmith bestämde sig för att lämna bandet. Han ersattes av Taylor Hawkins och det färdiga albumet, The Colour and the Shape, släpptes den 20 maj 1997.

## Tillbaka med Sunny Day Real Estate (1997–2001)
1997 hade Sub Pop kontaktat Hoerner och Enigk om att släppa en samlingsalbum med tidigare osläppta Sunny Day Real Estate-inspelningar. Istället beslutade bandet att återförenas och släppa ett nytt studioalbum, How It Feels To Be Something On (1998). Medan Goldsmith, som vid denna tidpunkt hade lämnat Foo Fighters, deltog i återföreningen, stannade Mendel kvar hos Foo Fighters. Goldsmith trummade också med Sunny Day Real Estate på deras efterföljande livealbum, som var deras sista inspelning för Sub Pop, och deras studioalbum The Rising Tide (2000). Efter att ha avslutat en omfattande turné i USA hoppades bandet att turnera Europa för första gången, men deras nya skivbolag Time Bomb hade inte råd att stödja en sådan turné. Skivbolaget gick senare i konkurs, vilket ledde till att bandet splittrades 2001.

## Efter Sunny Day Real Estate, andra projekt och återförening (2001– )
Efter att Sunny Day Real Estate upplösts för andra gången bildade Goldsmith och Enigk The Fire Theft med den ursprungliga Sunny Day-basisten Nate Mendel. Ett album och turné följde.
Ungefär samma tid gick Goldsmith med gitarristen Billy Dolan, som hade spelat på Fire Theft-albumet och turnén, för ett projekt som heter Varicocele. Bandet spelade in cirka 30 låtar och presenterade dem för Jonathan Poneman på Sub Pop, som vägrade att släppa dem.
2008 bildade Goldsmith Brawley Banks med Justin Schwartz och Jorum Young från Cobra High. 2009 spelade de sin första konsert.
I juni 2009 bekräftades det att Sunny Day Real Estate skulle återförenas med de ursprungliga bandmedlemmarna. En turné började senare samma år, och i början av 2010 uppgav gitarrist Dan Hoerner att ett nytt album var på gång.
I december 2018 hävdade Goldsmith på sin Facebooksida att det oavslutade femte Sunny Day Real Estate-albumet förblev "tyst, övergivet och begravt i David Grohls sockerlådas dystraste djup." Han skulle senare klargöra att han hänvisade till den Grohl-ägda Studio 606 där albumsessionerna ägde rum och övergavs på grund av att Jeremy Enigk inte fick "det moraliska stödet och den teknik som han förtjänade."
2020 signades Goldsmiths nya band Assertion på Spartan Records. De släppte sitt debutalbum "Intermission" den 9 april 2021.